# Harold B. Cousins
Pour les articles homonymes, voir Cousins (homonymie).
Harold B. Cousins, né le  3 juin 1916 à Washington DC, aux  États-Unis, et mort le 19 janvier 1992 à Bruxelles, en Belgique, est un sculpteur américain.
Il est un représentant important de l'art abstrait après la Seconde Guerre mondiale.

## Biographie
Harold Cousins étudie à l'université Howard à Washington, où il s'inspire des écrits d'Alain Locke.  Après son service militaire pendant la Seconde Guerre mondiale à la Garde côtière américaine de 1943 à 1945, il retourne à Washington et commence des études d'art à l'université Howard, qu'il termina en 1947. Il travaille comme sculpteur à partir de 1946.